# تدريب عملي منهجي
التدريب العملي المنهجي (CPT) هو إذن عمل مؤقت لحاملي التأشيرة من النوع F-1 visa من الطلاب الأجانب غير المهاجرين بالولايات المتحدة، أثناء فترة التحاقهم ببرنامج لدرجة أكاديمية عليا.
يتم منح CPT من خلال مكتب الطلاب الدولي للمؤسسة أو ما يعادله بعد موافقة المستشار، وفقًا للوائح الموضوعة من قبل قسم خدمات المواطنة والهجرة بالولايات المتحدة United States Citizenship and Immigration Services.

## معايير الأهلية لـ CPT وتوجيهات هامة
ينبغي أن يكون قد مضى على إقامة الطالب بالولايات المتحدة 9 أشهر على الأقل حتى يكون مؤهلاً للحصول على CPT. ولابد من إنجاز CPT قبل التخرج، كما يمكن إنجازه أثناء العطلة. فمن الجائز أن يكون بدوام كامل أو دوام مؤقت. كما يمكن أن يكون الطالب مؤهلاً للحصول على CPT حتى في حالة المقررات الدراسية المخفّضة. في حالة حصولك على CPT لمدة 12 شهرًا أو أكثر، فلن تكون حينها مؤهلاً لـ OPT لمدة 12 شهرًا. إذا كنت من الدارسين لماجستير إدارة الأعمال (MBA)، فلن تعمل لأكثر من 9 أشهر حتى تكون مؤهلا لـ OPT لمدة 11 شهرًا. يعتبر CPT بمثابة دورة دراسية أكاديمية. حيث يمكن للطالب الحصول على إعفاء لدورة واحدة إذا كان حاملاً لـ CPT. وينبغي دفع رسوم دورة CPT قبل بداية تاريخ البرنامج، ولا يمكن معالجة تطبيقات فصل الصيف بعد بداية شهر يوليو في بعض المدارس، وقد يختلف ذلك بين الجامعات. وفي حالة استمرار رغبة الطالب في العمل بعد العطلة الصيفية، يعتبر ذلك تطبيقًا مختلفًا وقد يحتاج لإذن من الإدارات المعنية. ويكون الطالب الذي حصل على رسالة علمية غير مؤهل للتقدم لـ CPT إذا أنجز الرسالة من خلال عمل الدورة الخاصة به.